# Douglas Sequeira (ur. 1977)
Douglas Sequeira (ur. 23 sierpnia 1977 w San José) – kostarykański piłkarz występujący na pozycji obrońcy bądź pomocnika, trener piłkarski.
Jego brat Alejandro Sequeira i syn Douglas Sequeira również są piłkarzami.

## Kariera
Douglas Sequeira karierę zaczynał w Deportivo Saprissie w roku 1995. Po 2 latach wyjechał do Europy, do Feyenoordu. Zdobył tutaj potrzebne doświadczenie, lecz przez dwa sezony nie rozegrał ani jednego oficjalnego meczu. W sezonie 1999–2000 Kostarykańczyk grał już w niemieckim Karlsruher SC. Po rozegraniu 24 meczów Sequeira wrócił do kraju, do zespołu, z którego się wybił, czyli do Deportivo Saprissa. Po 5 latach wyjechał do USA, gdzie występował przez kolejne 2 sezony - najpierw w barwach Real Salt Lake, później w Chivas USA. W sezonie 2007 blisko 30-letni zawodnik reprezentował klub z Norwegii - Tromsø IL. W Tromsø zaliczył świetny debiut. Już w pierwszym oficjalnym spotkaniu zdobył gola (8. min.).
Sequeira występował w młodzieżowych reprezentacjach swojego kraju, w 1997 wystąpił na Mistrzostwach Świata do lat 21. W pierwszej reprezentacji zadebiutował w wieku 22 lat. W 2006 roku wystąpił na Mistrzostwach Świata w Niemczech. Jak dotąd Douglas Sequeira w kadrze rozegrał 31 meczów i zdobył 2 bramki.